# Antrops truncipennis
Antrops truncipennis är en tvåvingeart som beskrevs av Günther Enderlein 1909. Antrops truncipennis ingår i släktet Antrops och familjen hoppflugor. Inga underarter finns listade i Catalogue of Life.